# Stade Raymond-Kopa
Het Stade Raymond-Kopa is een voetbalstadion in Angers (Frankrijk). Het is de thuisbasis van de plaatselijke voetbalclub Angers SCO. Het stadion heeft een capaciteit van 18.752 toeschouwers. 

## Geschiedenis
Het stadion werd geopend in 1920 onder de naam Stade Jean-Bouin. Het was tot 27 maart 2017 een van meerdere bouwwerken in Frankrijk met die naam, naar de atleet Jean Bouin. Het werd vervolgens omgedoopt tot haar huidige naam, als eerbetoon aan de eerder die maand overleden Raymond Kopa, oud-speler en inwoner van Angers. In 2010 werden er aanpassingen aan het stadion verricht om in de toekomst uitbreiding van de tribunes mogelijk te maken. Zo werd een deel aan de westzijde van het stadion uitgegraven. In 2014 werden twee grote schermen in het stadion opgehangen en in 2015 volgde de installatie van de doellijntechnologie. Vanaf 2017 worden stapsgewijs de tribunes gerenoveerd, wat de capaciteit rond de 20.000 moet brengen.
Stade Raymond-Kopa (Angers) ·
Matmut Atlantique (Bordeaux) ·
Stade Francis-Le Blé (Brest) ·
Stade Gabriel Montpied (Clermont) ·
Stade Bollaert-Delelis (Lens) ·
Stade Pierre-Mauroy (Lille) ·
Stade du Moustoir (Lorient) ·
Parc Olympique Lyonnais (Lyon) ·
Stade Vélodrome (Marseille) ·
Stade Saint-Symphorien (Metz) ·
Stade Louis II (Monaco) ·
Stade de la Mosson (Montpellier) ·
Stade de la Beaujoire (Nantes) ·
Allianz Riviera (Nice) ·
Parc des Princes (PSG) ·
Stade Auguste-Delaune (Reims) · 
Roazhon Park (Rennes) ·
Stade Geoffroy-Guichard (Saint-Étienne) ·
Stade de la Meinau (Strasbourg) ·
Stade de l'Aube (Troyes)
Stade François Coty (Ajaccio) ·
Stade de la Licorne (Amiens) ·
Stade de l'Abbé-Deschamps (Auxerre) ·
Stade Armand Cesari (Bastia) ·
Stade Michel d'Ornano (Caen) ·
Stade Gaston Gérard (Dijon) ·
Stade Marcel-Tribut (Dunkerque) ·
Stade des Alpes (Grenoble) ·
Stade du Roudourou (Guingamp) ·
Stade Océane (Le Havre) ·
Stade Marcel Picot (Nancy) ·
Stade des Costières (Nîmes) ·
Stade René Gaillard (Niort) ·
Stade Charléty (Paris) · 
Nouste Camp (Pau) ·
Stade Paul-Lignon (Rodez) ·
Stade Robert-Diochon (Quevilly-Rouen) ·
Stade Auguste Bonal (Sochaux) ·
Stadium Municipal (Toulouse) · 
Stade du Hainaut (Valenciennes)
Stade de France (Frans nationaal stadion) ·
Parc des Sports d'Avignon (Avignon) ·
Stade Gaston Petit (Châteauroux) ·
Stade Dominique Duvauchelle (Créteil) ·
Parc des Sports d'Annecy (Annecy) ·
Stade Ange Casanova (Gazélec Ajaccio) ·
Stade Francis-Le Basser (Laval) ·
Stade de la Source (Orléans) ·
Stade Bauer (Red Star) ·
Stade Jean-Bouin (Stade français) ·
Stade de la Vallée du Cher (Tours)